# Wilmar Molina
Pour les articles homonymes, voir Molina.
Molina  Rico est un nom espagnol. Le premier nom de famille, en général paternel, est Molina ; le second, en général maternel, souvent omis, est Rico.
Wilmar Molina Rico, né le 30 avril 1998 à Bogota, est un coureur cycliste colombien. Il participe à des compétitions sur route et sur piste. 

## Palmarès sur route
- 2016
  - 2e du championnat de Colombie sur route juniors
- 2024
  - Carrera San José María Morelos

## Palmarès sur piste

### Championnats panaméricains
- 2015
  -  Champion panaméricain de poursuite par équipes juniors (avec Harold Tejada, Javier Ignacio Montoya et Julián Cardona)
- 2016
  -  Champion panaméricain de poursuite par équipes juniors (avec Juan José Amador, Juan José Ramos et Esteban Guerrero)
  -  Champion panaméricain de l'américaine juniors (avec Juan José Ramos)
  -  Champion panaméricain de la course aux points juniors
  -  Médaillé d'argent de la poursuite juniors
- Cochabamba 2019
  -  Médaillé de bronze de la poursuite par équipes

### Championnats de Colombie
- Cali 2017
  -  Médaillé d'argent de la poursuite par équipes (avec Edwin Ávila, Carlos Urán et Jordan Parra)[1].
- Cali 2018
  -  Médaillé de bronze de la poursuite par équipes (avec Jordan Parra, Carlos Urán et Esteban Guerrero)[2].
- Cali 2019
  -  Médaillé de bronze de la course scratch[3].
- Juegos Nacionales Cali 2019
  -  Médaillé d'argent de la poursuite par équipes des XXI Juegos Deportivos Nacionales (avec Edwin Ávila, Carlos Urán et Jordan Parra)[4].
  -  Médaillé de bronze de la poursuite individuelle des XXI Juegos Deportivos Nacionales[5].
- Cali 2021
  -  Médaillé d'argent de la poursuite par équipes (avec Brandon Rojas, Jordan Parra et Camilo Antonio Torres)[6].
- Cali 2022
  -  Médaillé d'argent de la course à l'américaine (avec José Manuel Gutiérrez)[7].